# سوتلانا پارامامینا
سوتلانا پارامامینا (بلاروسی: Святлана Парамыгіна؛ زادهٔ ۵ فوریهٔ ۱۹۶۵) ورزشکار دوگانه اهل بلاروس است.